# Arrasate
Arrasate (en basc; Mondragón en castellà; oficialment Arrasate/Mondragón) és un municipi de Gipuzkoa, el més poblat de la comarca de Debagoiena.
És conegut per la seva activitat cooperativa, on es van crear empreses com ara Euskadiko Kutxa/Caja Laboral, Eroski, Fagor, Mondragon Unibertsitatea, etc. Totes aquestes cooperatives formen part de Mondragón Corporación Cooperativa (MCC). Molts habitants d'Arrasate i de la comarca, i fins i tot del País Basc, treballen a diferents empreses d'aquesta cooperativa.

## Geografia
Arrasate està ubicat al sud-oest del territori històric de Guipúscoa, al límit amb Àlaba i Biscaia. El municipi està dins d'una vall, envoltat de muntanyes:
- Udalatx (1.117 m)
- Murugain (778 m)
- Kurtzetxiki (532 m)

### Municipis confrontants
El municipi d'Arrasate limita amb els següents pobles:
- Al nord: Elorrio (Biscaia) i Bergara.
- A l'est: Oñati.
- Al sud: Aretxabaleta.
- A l'oest: Aramaio (Àlaba).